# Luchthaven Gode
Luchthaven Gode (IATA: GDE) is een luchthaven bij Gode, Ethiopië.
Het ligt op een hoogte van 254 boven NAP en heeft een start- en landingsbaan van verschillende materialen van 2288 x 35 meter.
De bouw begon in 1965, door een Zweeds bedrijf, Skanska genaamd. Het werd formeel geopend in 1966 door keizer Haile Selassie.
Hoewel het werd geopend als militaire luchtbasis, werd Luchthaven Gode daarna ook gebruikt voor publieke vluchten.

## Luchtvaartmaatschappijen en Bestemmingen
- Ethiopian Airlines - Dire Dawa, Jijiga